# Rimini
Rimini je italijansko obmorsko mesto  in glavno mesto pokrajine Rimini v italijanski deželi Emilija - Romanja.  Leži v vzhodni Italiji, v neposredni bližini Jadranskega morja. Z okoli 140.000 prebivalci je 28. največje mesto v Italiji. Glavni dejavnosti sta ribištvo in turizem.